# Triumph T140 Bonneville 750-serie
De Triumph T140 Bonneville 750-serie was een serie motorfietsen die het Britse merk Triumph produceerde van 1973 tot 1983. Daarna werd de productie overgenomen door Les Harris. 
De Triumph T140 was de tweede generatie Bonneville's, ontwikkeld uit de 650cc-T120 Bonneville. Kenmerkend voor alle Bonneville's waren de twee carburateurs, terwijl andere Triumph-tweecilinders slechts een enkele carburateur hadden. De T140 Bonneville 750 werd in verschillende versies, soms limited editions, geproduceerd van 1973 tot aan het faillissement van Triumph in 1983. Daarna werd de naam verkocht aan John Bloor, die er voorlopig geen gebruik van maakte. Hij gaf Les Harris toestemming om onder de Triumph-merknaam de machines te blijven produceren van 1985 tot 1988. Ook voormalig racemanager Les Williams bouwde een klein aantal motorfietsen met T140-blok die hij als Triumph Buccaneer op de markt bracht. 
Het 750cc-zustermodel van de T140 Bonneville met enkele carburateur was de Triumph TR7V Tiger. 

## Voorgeschiedenis
Toen Edward Turner in 1937 zijn Triumph Speed Twin presenteerde, was hij er al van overtuigd dat de motor niet geschikt was voor meer dan 500 cc. Pas in 1950 gaf hij toestemming voor de bouw van de 650cc-Triumph 6T Thunderbird, die werd gevolgd door de 650cc-Triumph Tiger T110 en de TR6 Trophy. Nog steeds hield Turner vol dat de krukas, die uit drie delen was opgebouwd, hogere vermogens of een grotere cilinderinhoud niet aan kon vanwege de trillingen. Triumph-ingenieurs ontwikkelden echter een krukas uit een stuk waardoor de snelle sportmotor T120 Bonneville 650 mogelijk werd. 

### Triumph T120RT Bonneville

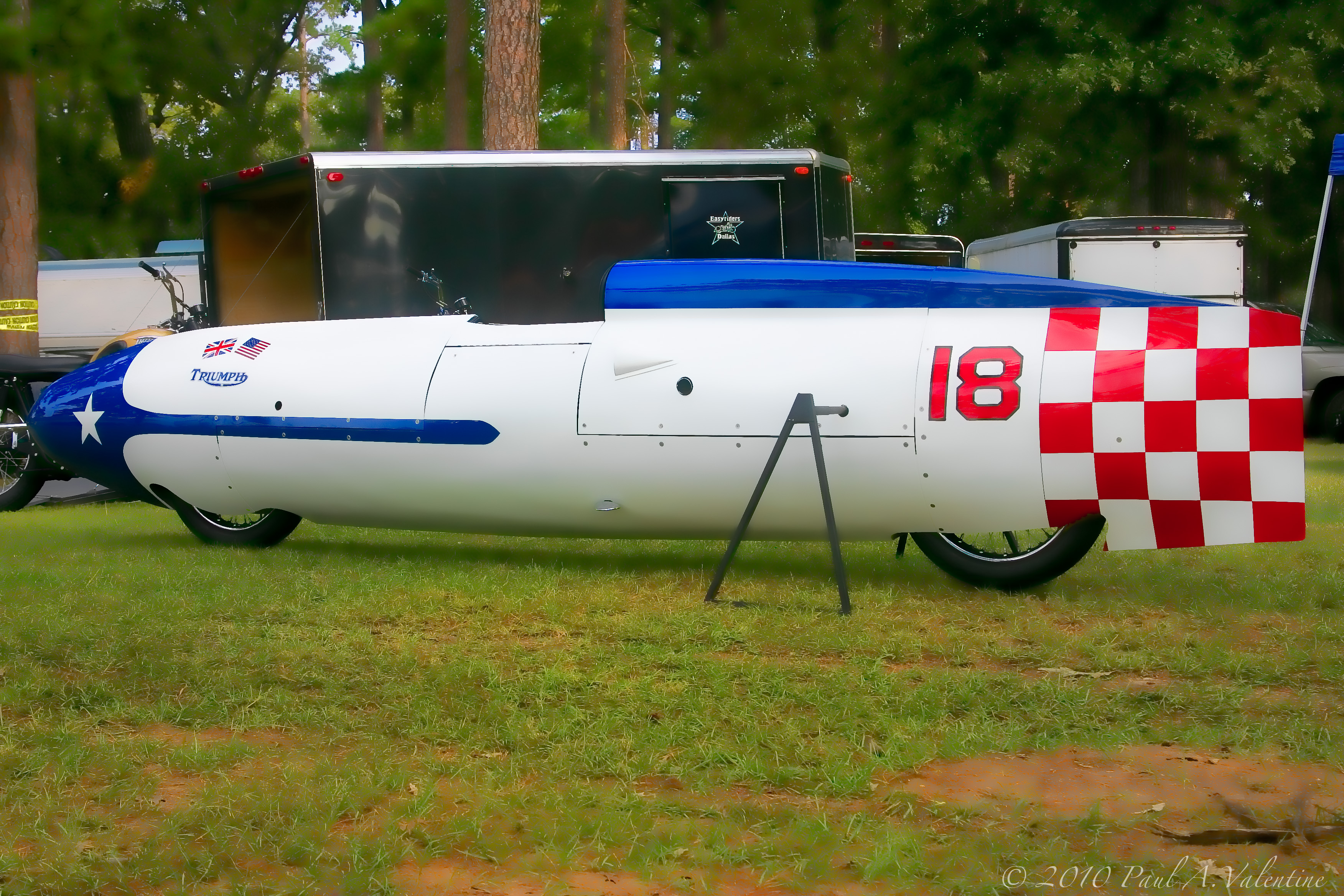
Johnny Allen's "Texas Ceegar"

De American Motorcyclist Association kende verschillende wedstrijdklassen, die aangeduid werden met A, B en C. De Class C stond open voor 750cc-zijklepmotoren en 500cc-kopklepmotoren. Daarmee werd Harley-Davidson in bescherming genomen, dat zowel in wegraces als dirttrackwedstrijden de Harley-Davidson XR 750-zijklepper inzette. In 1970 zocht de AMA aansluiting bij de Fédération Internationale de Motocyclisme, maar daarvoor moest ze wel een eerlijk reglement met cilinderinhoudklassen invoeren. Dat betekende dat ook 750cc-kopkleppers aan de start mochten komen. Triumph had geen interesse in een dergelijk project, want het was al druk bezig met de ontwikkeling van de driecilinder Triumph T150 Trident racer. De importeur voor de Amerikaanse Oostkust, Triumph Corporation (Tri-Cor) besloot daarop de Triumph T120R Bonneville 650 op te boren tot 750 cc. De ombouw werd ontwikkeld door de servicemanager van Tri-Cor, Rod Coates. Er moesten voor de homologatie minstens 200 exemplaren gebouwd en verkocht worden. Coates bouwde nieuwe gietijzeren cilinderblokken, zuigers en zuigerveren en sloeg de letter "T" achter de motornummers. De framenummers werden niet aangepast. Elke koper moest een disclaimer tekenen waarin hij aangaf de machine alleen voor racewedstrijden te gaan gebruiken. Peter Thornton, bezig met het samenvoegen van BSA en Triumph, kreeg lucht van het project en ontsloeg Rod Coates op staande voet. Er waren toen echter al 204 T120RT's verkocht, waardoor de homologatie een feit was. Coates had de boring vergroot van 71 naar 75 mm, waardoor de cilinderinhoud slechts 724,5 cc bedroeg. In 1971 besloot de BSA-Group om het 750cc-model in productie te nemen, maar Bert Hopwood, net opgenomen in de raad van bestuur, hield het project tegen omdat er nog geen enkele test was uitgevoerd. Hij liet prototypen maken die wel getest werden en binnen enkele weken ontdekte men grote problemen met brekende krukassen en lekkende koppakkingen en olielekkages.

### De naam "Bonneville"
Op 6 september 1956 reed de Texaan Johnny Allen een sterk verbouwde Tiger 110 naar een nieuw snelheidsrecord op de Bonneville-zoutvlakte in Utah. Hij haalde met zijn Triumph Devil's Arrow (bijgenaam Texas Ceegar) een snelheid van 214,40 mijl per uur (345,04 kilometer per uur). In 1958 vierde Triumph het record met het uitbrengen van de Triumph T120 Bonneville. De naam "Bonneville" sloeg dus op de zoutvlakte. De toevoeging "T140" was feitelijk voortborduren op eerdere modelaanduidingen. In het verleden hadden die geduid op de topsnelheid zoals bij de 250cc-Triumph Tiger 70, de 350cc-Triumph Tiger 80, de 500cc-Triumph Tiger 90, de 350cc-Triumph Tiger 85, de 500cc-Triumph Tiger 100 en de 650cc-Triumph Tiger T110. Bij de T120 Bonneville was 120 mijl per uur slechts licht overdreven: de machine haalde ongeveer 185 km/uur in plaats van de beloofde 193, maar daarna werden de aanduidingen zo hoog, dat er geen enkele relatie met de topsnelheid meer was. De T140 zou 225 km/uur moeten halen, maar de werkelijke topsnelheid werd gemeten op 172 km/uur.

## Triumph T140V Bonneville

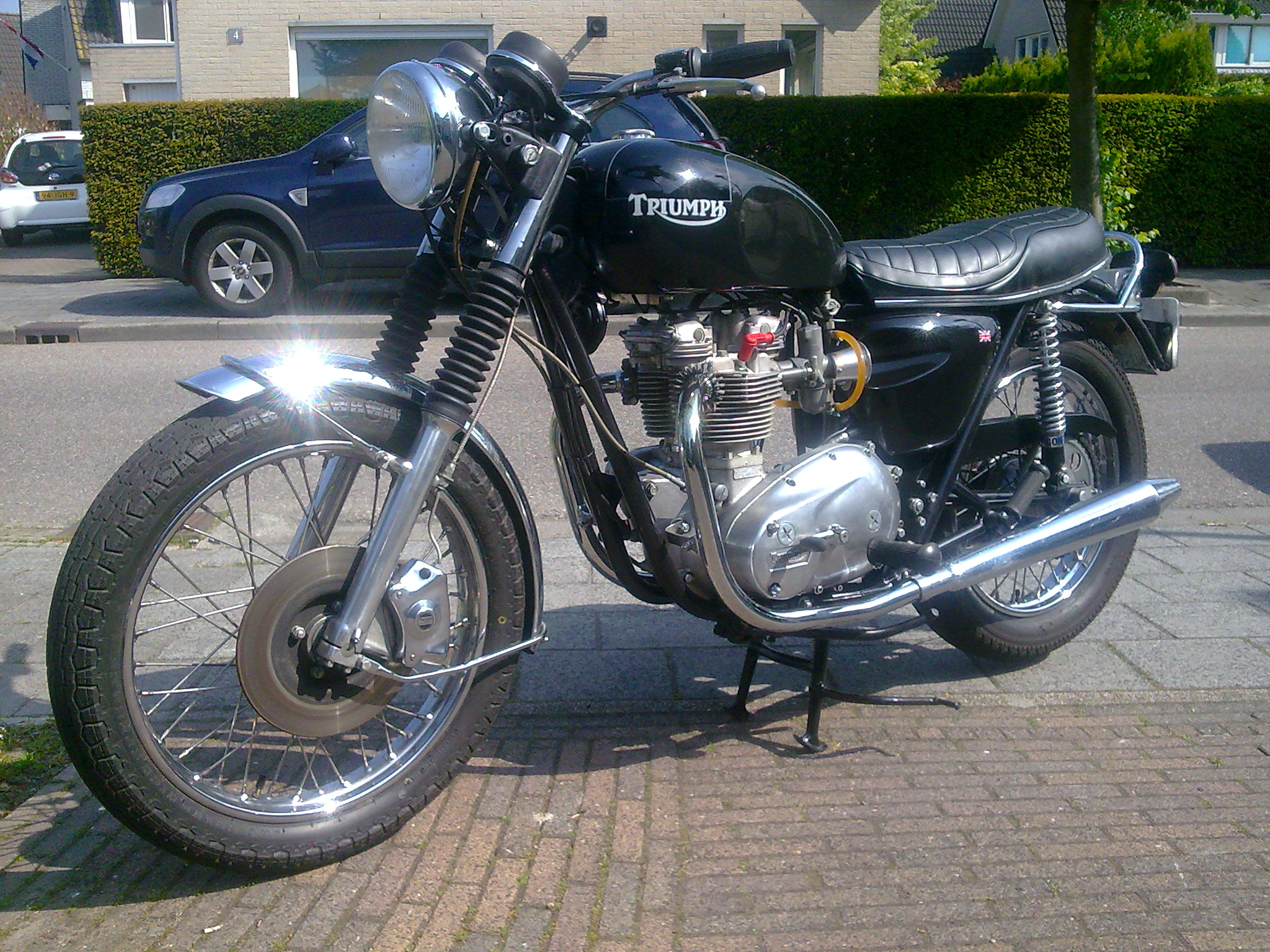
Triumph T140V Bonneville

In 1973 werd de Triumph T140V Bonneville gepresenteerd, aanvankelijk nog met dezelfde boring/slagverhouding van het Amerikaanse Rod Coates-blok, 75 x 82 mm. De machine was ontwikkeld door Brian Jones. Al snel werd de motor 1 mm opgeboord om aan 744 cc te komen. De machine had het oliehoudende dubbel wiegframe dat al voor de T120 Bonneville was ontwikkeld. Het was toen al niet al te lovend ontvangen, want de dikke centrale bovenbuis die de motorolie bevatte beïnvloedde het ontwerp en de zithoogte was erg hoog. Het frame werd echter verlaagd. De "V" stond voor de vijfversnellingsbak. De eerste (724 cc)-versie had nog twee trommelremmen, maar in het voorwiel zat nu een schijfrem. De koplampbevestiging was nu verbeterd: de "draadjes" waarmee ze bij de T120 was opgehangen waren vervangen door normale "lamporen", de bevestiging van het voorspatbord was robuuster en het was - net als het achterspatbord - van roestvrij staal gemaakt. Vanaf het begin werd de T140V in twee versies geleverd: de UK/ROW (United Kingdom/Rest Of the World)-versie met laag stuur en 18,1 liter-tank en de USA-versie met hoog stuur en 12,7liter-tank.
In juli 1973 werd Triumph ingelijfd bij de Norton-Villiers-Triumph-groep van eigenaar Dennis Poore. Die dreigde de Triumph-fabriek in Meriden te sluiten. Daarop volgden stakingen en zelfs een sit-in, waardoor de productie vrijwel stil kwam te liggen. De werknemers vormden de Meriden Motorcycle Co-operative en zetten het merk Triumph op die manier voort. In april 1975 begon de productie opnieuw, met de werknemerscoöperatie als producent en NVT als opdrachtgever/afnemer. 

### Motor
De motor was een dwarsgeplaatste, luchtgekoelde paralleltwin-kopklepmotor met twee kleppen per cilinder die werden bediend door stoterstangen en tuimelaars. Aanvankelijk werd de 650cc-motor van de T120 Bonneville opgeboord tot 724 cc, maar nog in 1973 werd de motor vergroot tot 744 cc. Om dat te realiseren konden de carters van de T120 niet meer worden gebruikt en moesten er aangepaste carters komen. Ook de bevestiging van de cilinderkop werd aangepast (van negen naar tien bouten). Door de grotere motor werden de hoofdlagers van de krukas te zwaar belast, wat werd opgelost door mildere nokkenassen in te bouwen en de compressieverhouding te verlagen tot 8,6:1. Dat verklaart waarom de T140 Bonneville minder fel was dan de kleinere T120. Het vermogen was ook niet veel hoger (54 t.o.v. 50 pk). De nokkenassen waren laag geplaatst, die voor de inlaatkleppen aan de achterkant van het cilinderblok, die van de uitlaatkleppen ervoor. De smering geschiedde door een dry-sumpsysteem waarbij de motorolie in de bovenste framebuis werd meegevoerd. De ontsteking was een accu-bobine-ontsteking van Lucas Industries, bij de eerste modellen nog met contactpuntjes. Er waren twee Amal 30mm-carburateurs voor de brandstofvoorziening.

### Transmissie
Op het linker uiteinde van de krukas zat de primaire transmissie, die via een triplexketting de meervoudige natte plaatkoppeling aandreef. De machine had een voetgeschakelde vijfversnellingsbak met het schakelpedaal rechts, waar aan de rechterkant ook de kickstarter op zat. 

### Rijwielgedeelte
De T140V had het in 1970 geïntroduceerde "oil-in-frame"-rijwielgedeelte, een dubbel wiegframe met een dikke bovenbuis waar de motorolie in bewaard werd. De eerste 724cc-versie had nog een trommelrem in het voorwiel, maar die werd al in 1973 vervangen door een Lockheed-schijfrem. Achter zat een trommelrem, die in 1975 werd vervangen door een schijfrem. Beide schijfremmen waren meer bedoeld om mee te doen met de Japanse "mode", want ze remden nauwelijks beter dan de oude trommelremmen. Daar kwam nog bij dat de achterste remklauw ondersteboven onder de achterbrug was gemonteerd, waardoor hij veel vuil verzamelde en waardoor de ontluchtingsnippel aan de onderkant zat waar de lucht er niet uit kon. Voor was een telescoopvork met gaiters gemonteerd, achter een swingarm met twee veer/demperelementen.

### Uitrusting
De T140V had, behalve zijn vijfversnellingsbak, ook elektrische richtingaanwijzers, maar verder was de uitrusting karig. Zo ontbeerde de machine nog steeds een startmotor, die de Honda CB 750 al in 1969 had. Ook het schakelpedaal aan de rechterkant was voor veel rijders lastig, omdat bijna alle motorfietsen intussen links schakelden. In 1975, toen de productie na achttien maanden werd hervat door de Meridan Motorcycle Co-operative, werd dit aangepast en kwam het schakelpedaal aan de linkerkant en het rempedaal rechts, een wijziging die door de Amerikaanse wetgeving was afgedwongen. 

## Triumph T140J Bonneville Silver Jubilee
| Triumph T140J Bonneville Silver Jubilee |

De Triumph T140J Bonneville Silver Jubilee werd in 1977 in beperkte oplage uitgebracht ter gelegenheid van het Zilveren jubileum van koningin Elizabeth II. Het idee kwam van Lord Stokes, voorzitter van de raad van bestuur van British Leyland, maar ook adviseur bij The Meriden Motorcycle Co-operative. In totaal werden 2.400 exemplaren gebouwd: 1.000 voor het Verenigd Koninkrijk, 1.000 voor de Verenigde Staten en 400 voor de overige landen van het Britse Gemenebest. Uiteindelijk gingen deze 400 machines naar Canada, Australië en Nieuw-Zeeland, maar ook naar Japan. 
De T140J Bonneville Silver Jubilee was grotendeels uitgevoerd in zilverkleur, met blauwe tankflanken die met rode biezen waren afgezet. Bij de Amerikaanse versie was de tank boller en het blauwe deel bestond uit breed uitlopende biezen boven het Triumph-logo. Ze miste ook de knierubbers en de gaiters op de voorvork en deze machine was ook meer een cruiser, dankzij het in Amerika populaire hoge en brede stuur. Op alle zijdeksels stond de Union Jack, maar bij de Amerikaanse versies stond daaronder: "One of a thousand", bij de Britse versies: "Limited Edition" en bij de overige 400 machines "Limited International Edition". Het donkerblauwe duozadel was in principe vrij eenvoudig, maar het was slim afgezet met een rode bies, waardoor het aanmerkelijk mooier werd. Er was veel chroom gebruikt en de verchroomde velgen waren in het midden blauw met daarnaast dunne witte en rode biesjes. Met uitzondering van de Gemenebest-uitvoering werd elke machine verkocht met een uniek eigendomscertificaat, waardoor de Silver Jubilee een gewild verzamelaarsobject zou worden, zeker op het Europese vasteland, waar ze niet verkocht werd. Een ontbrekend certificaat vermindert de waarde aanmerkelijk. De T140J Bonneville Silver Jubilee was 150 pond duurder dan de T140V Bonneville (1.149 pond t.o.v. 999 pond) maar werd goed verkocht. 

## Triumph T140 Saint
De Triumph T140 Saint (ook wel: Triumph 750 Saint) dankte zijn naam aan de in 1963 uitgebrachte Triumph TR6P Trophy. Deze politiemotor was helemaal wit en werd geleverd met witte beenschilden en hij kreeg de min of meer officiële bijnaam "SAINT". Het betekende Stop Anything In No Time, maar het verwees naar de populaire tv-serie The Saint, waarin Simon Templar (Roger Moore) een witte Volvo P1800 gebruikte. De T140 Saint kwam in 1977 en nu adverteerde Triumph zelf met de voormalige bijnaam. De T140 was wel wat moderner, met een kofferset en een volledige stroomlijnkuip. Hij werd ook in 1978 geleverd, maar de Britse politiekorpsen hadden er niet veel belangstelling voor. De meeste gebruikten inmiddels de BMW R75/5, BMW R75/6, BMW R75/7 of de BMW R80/7, terwijl in 1978 ook nog de BMW R100RT met stroomlijnkuip verscheen.

## Triumph T140E Bonneville
| Triumph T140E Bonneville uit 1983 in de Amerikaanse uitvoering. |

De Triumph T140E Bonneville verscheen in 1978. De "E" stond voor "Emissions compliant": de machine moest aan de Amerikaanse emissiestandaard van EPA (Environmental Protection Agency) voldoen. Daarom had ze nieuwe Amal-carburateurs, werd de compressieverhouding verlaagd naar 7,9:1 en kreeg ze een verbeterd carterventilatiesysteem en parallelle inlaatpoorten. De zijdeksels werden gewijzigd en er kwam een klein bagagerek en een handgreep voor de duopassagier. Het dashboard op het stuur bevatte de Smith-snelheidsmeter, de toerenteller, controlelampjes voor de richtingaanwijzers, de laadstroom en de oliedruk en het contactslot. Na het verschijnen van de T140D Bonneville Special werden enkele elementen van die machine ook op de T140E toegepast, zoals de nu boven de achterbrug geplaatste remklauw, de Lucas Rita-elektronische ontsteking, Lucas-stuurschakelaars, het in de VS verplichte controlelampje voor de neutraalstand en een betere handgreep voor de duopassagier. Afgedichte wiellagers vervingen de open lagers die sterk sleten. Na het blauwe duozadel van de Silver Jubilee konden T140E's allerlei kleuren zadels krijgen, afhankelijk van de kleur van de motorfiets. Amerikaanse machines kregen verchroomde spatborden, zwarte zijdeksels, een kleine tank en een hoog stuur. Overige modellen kregen een laag stuur, grote tank en spatborden en zijdeksels in de kleur van de motorfiets. De VS-modellen kregen vanaf 1981 vanwege de strengere milieu-eisen Bing Type 32CV-carburateurs.

## Triumph T140D Bonneville Special
| Triumph T140D Bonneville Special |

Met de Silver Jubilee hadden de werknemers/eigenaars in Meriden ontdekt dat klanten graag wilden betalen voor een "Limited edition". In 1979 vormden de financiële problemen al een rem op de ontwikkeling, maar met kleine wijzigingen aan de T140E Bonneville kon men wel een kleine oplage maken die de naam T140D Bonneville Special kreeg. Het ging hierbij vooral om het Amerikaanse model, dat als custom was opgebouwd met een druppeltank, een hoog stuur en een getrapt zadel. Dit was ook een antwoord op de net verschenen Yamaha XS 650 Special. Het Europese model was een gewone toermotorfiets met een laag stuur en vlak zadel. Smiths instruments was failliet, en hoewel een klein aantal T140D's nog wel met deze tellers geleverd werd, schakelde men al snel over op Veglia-instrumenten. De machine kreeg ook de Lucas Rita-elektronische ontsteking. Lucas had al geen goede naam in die tijd en ook deze "moderne" ontsteking bleek niet probleemloos. Verder waren er weinig verschillen met de T140E. De zijdeksels van de motor hadden nu inbusbouten in plaats van kruisschroeven. De grote verschillen waren de twee-in-een-uitlaat, die goed werd ontvangen en de lichtmetalen wielen van Lester uit de VS. Aan het dashboard werd het in de VS verplichte controlelampje voor de neutraalstand van de versnellingsbak toegevoegd. De VS-modellen kregen vanaf 1981 vanwege de strengere milieu-eisen Bing Type 32CV-carburateurs.

## Triumph T140ES Bonneville Electro
In 1980 was de glans van Triumph als motorfietsproducent grotendeels verdampt. De verkopen in het Verenigde Koninkrijk stonden gelijk met die in de VS, omdat daar nauwelijks vraag was naar de ouderwetse machines zonder startmotor. Dat was dus de eerste taak van Brian Jones, die de Triumph T140ES Bonneville Electro ontwikkelde. Op dat moment was vrijwel elke motorfiets vanaf 250 cc uitgerust met een elektrische starter en Honda had zijn CB 750 daar al in 1969 mee uitgerust. In 1980 werden kickstarters, die aanvankelijk nog "voor de zekerheid" waren gemonteerd, al erg zeldzaam. De Lucas M3-startmotor kreeg een plaats achter het cilinderblok, bijna onzichtbaar omdat ook het distributiecarter was aangepast en de machine kreeg ook een zwaardere accu, een nieuwe dynamo en een sterkere bobine. Omdat daardoor de accukast groter moest worden werd ook een grotere kast voor het boordgereedschap ingebouwd, wat een ander duozadel noodzakelijk maakte. Verdere wijzigingen betroffen dikkere achterbrugbuizen en de verplaatsing van de snelheidsmeteraansluiting van rechts naar links op de voorwielnaaf. Jones gaf de machine ook een verbeterde oliepomp, die door dealers ook bij de oudere modellen kon worden ingebouwd. De VS-modellen kregen vanaf vanwege de strengere milieu-eisen Bing Type 32CV-carburateurs. In 1982 kreeg de T140ES de zwart/rode kleurstelling van de T140ES Bonneville Executive.

## Triumph T140AV Bonneville
In 1981 bracht Triumph drie nieuwe modellen uit. Bij de T140AV Bonneville stonden de letters "AV" voor "Anti Vibration". Het was voor het armlastige bedrijf een forse operatie, uitgevoerd door Brian Jones en Bernard Hooper. De achtervork scharnierde nu rechtstreeks in het motorblok, dat op zijn beurt in rubbers was opgehangen in het frame. Dat systeem was al bekend van de Norton Commando, waar het Isolastic heette. Triumph gaf het de naam "Enforcer". Het betekende dat de hele aandrijflijn nu trillingvrij was opgehangen, wat het comfort voor de berijder moest verhogen. Opmerkelijk genoeg was de T140AV bedoeld voor politiediensten, maar het systeem werd ook toegepast op de T140ES Bonneville Executive, de TSS-AV en de TR7V Tiger. Veel politiemotoren werden er echter niet verkocht. Zelfs de Britse politiekorpsen waren al grotendeels overgeschakeld op de BMW R100RT, die uitblonk door betrouwbaarheid, iets wat van de Triumph niet gezegd kon worden. Bovendien was de BMW voorzien van een forse toerkuip, een kofferset en hij was voorbereid voor politiewerk, zoals een speciale topkoffer voor de inbouw van de mobilofoon. 

## Triumph TS8-1
De Triumph TS8-1 werd op de Earles Court-show van 1981 door Triumph getoond. Het was een prototype dat het meest leek op een sporttoerer met stroomlijnkuip. Daarmee moest het concurreren met de BMW R 100 RS en de R 100 RT. Technisch was de TS8-1 zo modern en luxueus mogelijk uitgevoerd, met Morris-magnesiumwielen, twee schijfremmen in het voorwiel en luchtondersteunde Marzocchi-schokdempers. De belangrijkste nieuwigheden waren de achtkleps-cilinderkoppen van Weslake en de Enforcer Anti Vibration-ophanging van het motorblok in het frame. Om tot productie te komen moest Triumph ten minste vijftig bestellingen krijgen, maar dat aantal werd niet gehaald. Het ontwerp van Ian Dyson van Plastic Fantastic werd in die tijd als "cutting edge design" gezien, maar terwijl Hans Muth zijn BMW R100RS had voorzien van zowel rechte delen als rondingen en die bovendien in de windtunnel had ontwikkeld, had Dyson uitsluitend een liniaal gebruikt. Het hele ontwerp bestond uit rechte lijnen. De BMW werd in gedistingeerde kleuren geleverd, terwijl de TS8-1 zwart met hoekig getekende rode en oranje biezen was. Aan de voorkant zaten twee rechthoekige koplampen en de rechthoekige ULO-richtingaanwijzers (die BMW aan de achterkant gebruikte) zaten ook aan de voorkant, terwijl de R100RS in de kuip geïntegreerde richtingaanwijzers had. Een belangrijk verschil was ook de forse achterkant, die geen ruimte bood voor een kofferrek, dat bij BMW wel geleverd werd. Het bleef bij de TS8-1 bij dit enkele prototype.

## Triumph T140ES Bonneville Executive (T140EX Bonneville Executive)
Na de T140J Bonneville Silver Jubilee en de T140D Bonneville Special had Triumph de smaak van de "limited editions" te pakken. Met weinig investeringen probeerde men veel klanten te trekken. Het eerste limited edition-model uit 1981 was de T140ES Bonneville Executive, ook wel aangeduid als T140EX Bonneville Executive. De machine was voorzien van een bijzondere kleurstelling (zwart met rode biezen), een sportieve tophalfkuip en een Sigma-kofferset. Ze was duidelijk geïnspireerd (tot de kleur aan toe) op de BMW R100S, maar ze had wel een custom-achtig getrapt "King & Queen"-duozadel. Zelfs de Sigma-koffers leken veel op de door BMW gebruikte Krauser-koffers.

## Triumph T140LE Bonneville Royal Wedding
| Triumph T140LE Bonneville Royal Wedding in de uitvoering voor het VK |

Het tweede limited edition-model was de T140LE Bonneville Royal Wedding. De machine werd uitgebracht ter gelegenheid van het huwelijk van prins Charles met Diana Spencer op 29 juli 1981. Het was echt een bijzonder model, met een verchroomde tank (althans op de versie voor het VK). Dat was voor het eerst sinds Edward Turner in 1950 zijn "low-chrome policy" had aangekondigd. Sindsdien waren er geen Triumph's met verchroomde tank meer gebouwd. Halverwege 1981 was de fabriek door haar voorraad Girling-schokdempers en Lucas-richtingaanwijzers heen en de Royal Wedding kreeg dezelfde rechthoekige richtingaanwijzers die BMW gebruikte en Italiaanse Marzocchi-schokdempers. Ook de spiegels kwamen uit Duitsland en de Veglia-tellers uit Frankrijk. Verder kreeg de machine Morris-magnesium gietwielen en twee remschijven in het voorwiel. Ook de startmotor was standaard, maar die werkte alleen goed bij warm weer of bij warme motor. De kickstarter was dan ook onontbeerlijk. De kleurstelling was behalve de verchroomde tank grotendeels matzwart. Dat gold zelfs voor het motorblok en de versnellingsbak en de onderste voorvorkpoten. Op de tankdop stond de tekst "Royal Wedding 1981" en op de zijdeksels stond "Bonneville Royal 1981" naast de Prince of Wales's feathers. Van de Britse versie werden slechts 125 exemplaren gebouwd. Ook de Amerikaanse importeurs kregen 125 Royal Weddings. Deze machines misten de verchroomde tank. Ze hadden een veel kleinere druppelvormige tank en een hoog stuur en waren zwart met gouden biezen. Ze waren opgebouwd als custom. Het blok was niet zwart, maar gepolijst. Al met al was de Amerikaanse versie veel eenvoudiger en minder speciaal dan de Britse versie. De Amerikaanse importeurs verwachtten er dan ook niet veel van, maar daarin vergisten ze zich. alle 125 exemplaren werden zo snel verkocht, dat men in 1982 besloot nog 50 exemplaren extra te bestellen. Dat werd de T140ES Bonneville Royal. Alle Royal Weddings hadden een eigendomscertificaat, maar ook een plaatje op het balhoofd met motor- en productienummer. Zonder dit plaatje is het een omgebouwde T140 ES Bonneville Electro. 

## Triumph T140W TSS
In 1982 stond Triumph aan de rand van de afgrond. Financieel gezien lag ze feitelijk al in de afgrond. Er was geen geld voor nieuwe ontwikkelingen, die echter hard nodig waren. De Japanse merken leverden al jaren viercilinders van 900- tot 1100 cc en er gingen al geruchten over de BMW viercilinder, maar elke poging om de Bonneville op te voeren leverde hevige trillingen op. In de jaren 1978/79 had Weslake in opdracht van Nourish Racing in Rutland al een achtkleps-cilinderkop ontwikkeld, voortbordurend op eerdere ontwerpen voor de 650cc-Bonneville door de gebroeders Rickman in de jaren zestig. Brian Jones gebruikte het ontwerp voor de T140W TSS, waarbij de "W" voor "Weslake" stond. De uit een stuk gesmede krukas had een verstevigd big-end en draaide veel uitgebalanceerder dan de bestaande modellen. De vier kleppen per cilinder waren vanzelfsprekend kleiner dan bij de tweeklepskoppen en stonden onder een steilere hoek van 30º. Omdat er in de zuigerbodems uitsparingen voor de kleppen waren aangebracht, kon de compressieverhouding verhoogd worden naar 10:1. Door de vier kleppen konden nu ook de bougies centraal worden geplaatst, waardoor de verbranding beter werd. Het bracht het vermogen op 58 pk. Ook het koppel en daarmee de powerband waren aanmerkelijk verbeterd. De machine kon in de hoogste versnelling tot 60 km/uur worden vertraagd om daarna probleemloos op te trekken. Het cilinderblok was nu van aluminium met stalen cilinderbussen, wat een gewichtsbesparing van 4 kg opleverde. Ook was de swingarm verstevigd en kreeg de machine een sterkere driefasen-wisselstroomdynamo. De modellen voor het Verenigd Koninkrijk kregen Amal Concentric MkII 34mm-carburateurs, de Amerikaanse versie kreeg Bing CV-carburateurs. Joe Minonno zette een door Triumph-dealer Jack Wilson's Big D uit Texas gemodificeerde TSS met succes in in de Battle of the Twins-races van 1981 en 1982. Dat kon omdat de eerste TSS al op 27 oktober 1981 voor de Amerikaanse markt was gebouwd. Officieel werd de TSS in 1982 op de markt gebracht, met zowel een startmotor als een kickstarter en twee Lockheed Automotive Products-schijfremmen in het voorwiel. Het motorblok was zwart met gepolijste randen aan de koelribben en ook de zijdeksels waren blank gepolijst. De spatborden waren van roestvrij staal. Veel onderdelen kwamen van buiten het Verenigd Koninkrijk. Italië leverde de luchtondersteunde Marzocchi-achterschokdempers, de Radaelli-spaakvelgen, de tank en de Paioli-benzinekranen, Frankrijk de Veglia-tellers, de Verenigde Staten de optionele Morris-magnesiumvelgen en Duitsland de Bumm-spiegels, de Magura-chokehendel, de ULO-richtingaanwijzers en de Bing-carburateurs voor de Amerikaanse versie. Omdat de tanks nu uit Italië moesten komen, kregen de Amerikanen niet meer hun kleine 13liter-tank, maar dezelfde 18liter-tank van de Britse modellen. Ook het hoge stuur werd niet meer geleverd. De Britse versie was grotendeels zwart met gouden biezen en zwart frame, de Amerikaanse donkerrood met gouden biezen en zwart frame. Er werden waarschijnlijk 438 exemplaren van de T140W-TSS geproduceerd, waarvan er slechts 112 geëxporteerd werden. Een enkel exemplaar werd voor een Londonse dealer gebouwd in de stijl van de T140ES Executive, met het TSS-blok, maar in de kleuren en met de koffers en tophalf van de Executive. De T140W TSS werd door de pers goed ontvangen, maar een langeduurtest door Motor Cycle Weekly bracht wel onvolkomenheden aan het licht: de cilinderkoppen waren poreus en de Lockheed-schijfremmen werkten slecht in de regen. Later vertelde Brian Jones in een interview met het Amerikaanse blad Motorcyclist dat de eerste cilinderkoppen die door Weslake waren geleverd een epoxycoating hadden, waardoor de poreuse cilinderkoppen voor de fabriekstestrijders verborgen bleven. 

## Triumph T140ES Bonneville Royal
Nadat de Amerikaanse importeur aanvankelijk weinig heil had gezien in het uitbrengen van de T140LE Bonneville Royal Wedding, bestelde hij in 1982 zelfs 50 exemplaren extra. Die konden echter niet als Royal Wedding worden geleverd, enerzijds omdat het inmiddels 1982 was, anderzijds omdat de Royal Wedding nu eenmaal een limited edition was geweest. In plaats daarvan werden 50 T140 ES Bonneville Electro-exemplaren geleverd, maar wel in een speciale uitvoering, zwart met gouden biezen met een zwart frame. De motorblokken waren zwart zoals op de Britse uitvoering, maar de carterdeksels van de blokken gepolijst zoals op de Amerikaanse. Op de zijdeksels stond het woord "Royal", maar het jaartal was weggelaten. Wel stonden de Prince of Wales's feathers erop. Deze machines waren niet voorzien van een eigendomscertificaat. 

## Triumph TSX
| Triumph TSX |

De Triumph TSX kwam in 1982 op de markt. De machine was ontwikkeld voor de Amerikaanse markt door Triumph Motorcycles America Inc., maar gebouwd in Meriden. Het was een volbloed custom, met een zeer kleine tank, hoog stuur, licht getrapt zadel en een 16 inch-achterwiel met een brede achterband. Ze gebruikte de tweeklepsmotor met startmotor, had Morris-magnesiumwielen en slechts een enkele remschijf in het voorwiel. Opmerkelijk was het ontbreken van een kickstarter. Het motorblok was grotendeels gelijk aan dat van de T140ES Bonneville Executive, maar had, wegens de milieu-eisen in de VS, Bing Type 32 CV-carburateurs. De zijdeksels waren gewijzigd, zodat ze de langere aanzuigkanalen van de Bing-carburateurs afdekten. Zij zouden ook op het nooit uitgebrachte model TSS-AV zitten, maar kwamen wel terug op de machines die Les Harris vanaf 1985 bouwde. De TSX was het laatste 750cc-model van The Meriden Motorcycle Co-operative dat daadwerkelijk de productie haalde. Het was echter duur. In Nederland werd het in 1982 verkocht voor 13.500 gulden. Het was exact de prijs van een BMW R100 CS. De Honda VF 750 C, een rechtstreekse concurrent met vier cilinders en een vermogen van 79 pk, kostte slechts 8.590 gulden.

## Triumph TSS-AV
In 1983 bouwde Triumph drie prototypen van de TSS-AV, een Triumph TSS met het "Enforcer" Anti-Vibratiesysteem van de T140AV Bonneville. De machine kreeg ook enkele stijlkenmerken van de TSX, zoals het kortere achterspatbord en de zijdeksels. De enkele civiele versie kreeg ook duovoetsteunen (de originele T140AV Bonneville en ook de TSS-AV voor de politie misten die omdat het politiemotoren waren). Omdat het blok door de rubber ophanging in het frame wat bewoog, was er geen ruimte voor de Bing-carburateurs, waardoor noodgedwongen de Amal Concentric Mk II's moesten worden gebruikt. Naast een civiele- en een politieversie werd nog een derde exemplaar gebouwd, speciaal voor Chris Buckle, eigenaar van Roebucks Motorcycles, een voormalig Triumph-dealer. Volgens de productiearchieven in bezit van de Vintage Motor Cycle Club, werd deze machine op 27 juni 1983 gebouwd als laatste compleet afgebouwde Meriden-Triumph.

## Triumph TSX-8
Wayne Moulton, de oorspronkelijke ontwerper van de Triumph TSX, had dat gedaan met het gebruik van het achtklepsblok van de TSS in het vooruitzicht. Voor het seizoen 1984 moest het ervan komen: de TSS-motor werd in het TSX-frame gelepeld en zo ontstond de TSX-8. De oorspronkelijke TSX zou hernoemd worden in TSX-4, maar dat kwam er niet meer van. Er werd slechts een prototype van de TSX-8 gebouwd en door het faillissement van Triumph kwam er geen seizoen 1984 meer. 

## Triumph T140 L.F. Harris Bonneville
Toen Triumph eind 1983 in vrijwillige liquidatie ging, kocht John Bloor de merkrechten. Hij wilde het merk nieuw leven inblazen, maar had nog geen productiemogelijkheden. Leslie Frederick ("Les") Harris had ook een bod gedaan met het plan de productie van de bestaande 750cc-tweecilinders met twee kleppen per cilinder voort te zetten en daarvoor had hij ook al zo veel mogelijk overtollige productiedelen opgekocht. Bloor zag daar wel iets in: als Harris Triumph's zou bouwen tot hij zelf zijn fabriek in Hinkley had gebouwd, bleef het merk bestaan. Zo bouwde Harris T140 Bonneville 750's en 750cc-Tigers tot in 1988, toen Bloor de toestemming introk om zelf Triumph Motorcycles Ltd op te richten.

## Triumph Buccaneer
Racemanager Les Williams had zich voornamelijk beziggehouden met de Triumph T150 Trident racers en na de overname van Triumph door de Meriden Motorcycle Co-operative begon hij meteen met overtollige onderdelen zijn eigen Tridents te bouwen, waaronder replica's van Slippery Sam, maar ook nieuwe modellen die hij als Triumph Legend verkocht. Hij bouwde echter ook machines met de oude kickstarter-Bonneville blokken, de Triumph Buccaneer. 

## Technische gegevens (1)
| Triumph Bonneville     | T140V                        | T140V                            | T140J Silver Jubilee         | T140 Saint                   | T140E                                                                 | T140D Special                                                         | T140ES Electro                                                        | T140LE Royal Wedding                | TS-8                         |
| ---------------------- | ---------------------------- | -------------------------------- | ---------------------------- | ---------------------------- | --------------------------------------------------------------------- | --------------------------------------------------------------------- | --------------------------------------------------------------------- | ----------------------------------- | ---------------------------- |
| Periode                | 1973                         | 1973-1979                        | 1977                         | 1978                         | 1978-1983                                                             | 1979-1981                                                             | 1980-1982                                                             | 1981                                | 1981                         |
| Categorie              | Toer                         | Toer                             | Toer                         | Politie                      | Toer                                                                  | Custom (VS) Toer (overig)                                             | Custom                                                                | Custom (VS) Toer (VK)               | prototype                    |
| Motortype              | Stoterstangen kopklepmotor   | Stoterstangen kopklepmotor       | Stoterstangen kopklepmotor   | Stoterstangen kopklepmotor   | Stoterstangen kopklepmotor                                            | Stoterstangen kopklepmotor                                            | Stoterstangen kopklepmotor                                            | Stoterstangen kopklepmotor          | Stoterstangen kopklepmotor   |
| Kleppen per cilinder   | 2                            | 2                                | 2                            | 2                            | 2                                                                     | 2                                                                     | 2                                                                     | 2                                   | 4                            |
| Bouwwijze              | Dwarsgeplaatste paralleltwin | Dwarsgeplaatste paralleltwin     | Dwarsgeplaatste paralleltwin | Dwarsgeplaatste paralleltwin | Dwarsgeplaatste paralleltwin                                          | Dwarsgeplaatste paralleltwin                                          | Dwarsgeplaatste paralleltwin                                          | Dwarsgeplaatste paralleltwin        | Dwarsgeplaatste paralleltwin |
| Koeling                | Lucht                        | Lucht                            | Lucht                        | Lucht                        | Lucht                                                                 | Lucht                                                                 | Lucht                                                                 | Lucht                               | Lucht                        |
| Boring                 | 75 mm                        | 76 mm                            | 76 mm                        | 76 mm                        | 76 mm                                                                 | 76 mm                                                                 | 76 mm                                                                 | 76 mm                               | 76 mm                        |
| Slag                   | 82 mm                        | 82 mm                            | 82 mm                        | 82 mm                        | 82 mm                                                                 | 82 mm                                                                 | 82 mm                                                                 | 82 mm                               | 82 mm                        |
| Cilinderinhoud         | 724,5 cc                     | 744,0 cc                         | 744,0 cc                     | 744,0 cc                     | 744,0 cc                                                              | 744,0 cc                                                              | 744,0 cc                                                              | 744,0 cc                            | 744,0 cc                     |
| Carburateur(s)         | Onbekend                     | 2 Amal Concentric 30 mm          | 2 Amal Concentric 30 mm      | 2 Amal Concentric 30 mm      | 2 Amal Concentric MkII 30 mm Vanaf 1981 VS-modellen 2 Bing Type 32 CV | 2 Amal Concentric MkII 30 mm Vanaf 1981 VS-modellen 2 Bing Type 32 CV | 2 Amal Concentric MkII 30 mm Vanaf 1981 VS-modellen 2 Bing Type 32 CV | 2 Bing Type 32 CV                   | 2 Amal Concentric MkII 34 mm |
| Ontsteking             | Accu-bobine                  | Accu-bobine                      | Accu-bobine                  | Accu-bobine                  | Accu-bobine                                                           | Accu-bobine                                                           | Accu-bobine                                                           | Accu-bobine                         | Accu-bobine                  |
| Smeersysteem           | Dry-sumpsysteem              | Dry-sumpsysteem                  | Dry-sumpsysteem              | Dry-sumpsysteem              | Dry-sumpsysteem                                                       | Dry-sumpsysteem                                                       | Dry-sumpsysteem                                                       | Dry-sumpsysteem                     | Dry-sumpsysteem              |
| Compressieverhouding   | Onbekend                     | 8,6:1                            | 8,6:1                        | 8,6:1                        | 7,9:1                                                                 | 7,9:1                                                                 | 7,9:1                                                                 | 7,9:1                               | 10:1                         |
| Max. vermogen          | Onbekend                     | 54 pk bij 5.000 tpm              | 54 pk bij 5.000 tpm          | 54 pk bij 5.000 tpm          | 49 pk bij 6.200 tpm                                                   | 49 pk bij 6.200 tpm                                                   | 49 pk bij 6.200 tpm                                                   | 49 pk bij 6.200 tpm                 | 58 pk bij 6.500 tpm          |
| Topsnelheid            | Onbekend                     | 172 km/uur                       | 172 km/uur                   | Onbekend                     | Onbekend                                                              | Onbekend                                                              | Onbekend                                                              | Onbekend                            | Onbekend                     |
| Primaire aandrijving   | Triplexketting               | Triplexketting                   | Triplexketting               | Triplexketting               | Triplexketting                                                        | Triplexketting                                                        | Triplexketting                                                        | Triplexketting                      | Triplexketting               |
| Koppeling              | Meervoudige natte plaat      | Meervoudige natte plaat          | Meervoudige natte plaat      | Meervoudige natte plaat      | Meervoudige natte plaat                                               | Meervoudige natte plaat                                               | Meervoudige natte plaat                                               | Meervoudige natte plaat             | Meervoudige natte plaat      |
| Versnellingen          | 5                            | 5                                | 5                            | 5                            | 5                                                                     | 5                                                                     | 5                                                                     | 5                                   | 5                            |
| Secundaire aandrijving | Ketting                      | Ketting                          | Ketting                      | Ketting                      | Ketting                                                               | Ketting                                                               | Ketting                                                               | Ketting                             | Ketting                      |
| Startmethode           | Kickstarter                  | Kickstarter                      | Kickstarter                  | Kickstarter                  | Kickstarter                                                           | Kickstarter                                                           | Startmotor + kickstarter                                              | Startmotor + kickstarter            | Startmotor + kickstarter     |
| Rijwielgedeelte        | Dubbel wiegframe             | Dubbel wiegframe                 | Dubbel wiegframe             | Dubbel wiegframe             | Dubbel wiegframe                                                      | Dubbel wiegframe                                                      | Dubbel wiegframe                                                      | Dubbel wiegframe                    | Dubbel wiegframe             |
| Voorvork               | Telescoopvork                | Telescoopvork                    | Telescoopvork                | Telescoopvork                | Telescoopvork                                                         | Telescoopvork                                                         | Telescoopvork                                                         | Telescoopvork                       | Telescoopvork                |
| Achtervork             | Swingarm                     | Swingarm                         | Swingarm                     | Swingarm                     | Swingarm                                                              | Swingarm                                                              | Swingarm                                                              | Swingarm                            | Swingarm                     |
| Voorrem                | Trommelrem                   | Schijfrem                        | Schijfrem                    | Schijfrem                    | Schijfrem                                                             | Schijfrem                                                             | Schijfrem                                                             | 2 schijfremmen (VK) 1 schijfrem VS) | 2 schijfremmen               |
| Achterrem              | Trommelrem                   | Trommelrem vanaf 1976: schijfrem | Schijfrem                    | Schijfrem                    | Schijfrem                                                             | Schijfrem                                                             | Schijfrem                                                             | Schijfrem                           | Schijfrem                    |
| Tankinhoud             | 18,1 liter (VS: 12,7 liter)  | 18,1 liter (VS: 12,7 liter)      | 18,1 liter (VS: 12,7 liter)  | 18,1 liter (VS: 12,7 liter)  | 18,1 liter (VS: 13,6 liter)                                           | 18,1 liter (VS: 13,6 liter)                                           | 18,1 liter (VS: 13,6 liter)                                           | 18,1 liter (VS: 13,6 liter)         | Onbekend                     |
| Droog gewicht          | Onbekend                     | ca. 185 kg                       | Onbekend                     | 177 kg                       | 180 kg                                                                | 180 kg                                                                | 180 kg                                                                | 183 kg                              | Onbekend                     |

## Technische gegevens (2)
| Triumph Bonneville     | T140AV                       | T140ES Executive                                          | T140 W TSS                                                  | T140ES Royal                 | TSX                          | TSS-AV                       | TSX-8                        |
| ---------------------- | ---------------------------- | --------------------------------------------------------- | ----------------------------------------------------------- | ---------------------------- | ---------------------------- | ---------------------------- | ---------------------------- |
| Periode                | 1981-1983                    | 1981-1983                                                 | 1981-1983                                                   | 1982                         | 1982-1983                    | 1983                         | 1983                         |
| Categorie              | Politie                      | Toer                                                      | Custom (VS) Toer (overig)                                   | Custom                       | Custom                       | Prototype                    | Prototype                    |
| Motortype              | Stoterstangen kopklepmotor   | Stoterstangen kopklepmotor                                | Stoterstangen kopklepmotor                                  | Stoterstangen kopklepmotor   | Stoterstangen kopklepmotor   | Stoterstangen kopklepmotor   | Stoterstangen kopklepmotor   |
| Kleppen per cilinder   | 2                            | 2                                                         | 4                                                           | 2                            | 2                            | 4                            | 4                            |
| Bouwwijze              | Dwarsgeplaatste paralleltwin | Dwarsgeplaatste paralleltwin                              | Dwarsgeplaatste paralleltwin                                | Dwarsgeplaatste paralleltwin | Dwarsgeplaatste paralleltwin | Dwarsgeplaatste paralleltwin | Dwarsgeplaatste paralleltwin |
| Koeling                | Lucht                        | Lucht                                                     | Lucht                                                       | Lucht                        | Lucht                        | Lucht                        | Lucht                        |
| Boring                 | 76 mm                        | 76 mm                                                     | 76 mm                                                       | 76 mm                        | 76 mm                        | 76 mm                        | 76 mm                        |
| Slag                   | 82 mm                        | 82 mm                                                     | 82 mm                                                       | 82 mm                        | 82 mm                        | 82 mm                        | 82 mm                        |
| Cilinderinhoud         | 744,0 cc                     | 744,0 cc                                                  | 744,0 cc                                                    | 744,0 cc                     | 744,0 cc                     | 744,0 cc                     | 744,0 cc                     |
| Carburateur(s)         | 2 Amal Concentric MkII 30 mm | 2 Amal Concentric MkII 30 mm, VS-modellen Bing Type 32 CV | 2 Amal Concentric MkII 34 mm, VS-modellen 2 Bing Type 32 CV | 2 Bing Type 32 CV            | 2 Bing Type 32 CV            | 2 Amal Concentric MkII 34 mm | 2 Bing Type 32 CV            |
| Ontsteking             | Accu-bobine                  | Accu-bobine                                               | Accu-bobine                                                 | Accu-bobine                  | Accu-bobine                  | Accu-bobine                  | Accu-bobine                  |
| Smeersysteem           | Dry-sumpsysteem              | Dry-sumpsysteem                                           | Dry-sumpsysteem                                             | Dry-sumpsysteem              | Dry-sumpsysteem              | Dry-sumpsysteem              | Dry-sumpsysteem              |
| Compressieverhouding   | 7,9:1                        | 7,9:1                                                     | 10:1                                                        | 7,9:1                        | 7,9:1                        | 10:1                         | 10:1                         |
| Max. vermogen          | 49 pk bij 6.200 tpm          | 49 pk bij 6.200 tpm                                       | 58 pk bij 6.500 tpm                                         | 49 pk bij 6.200 tpm          | 49 pk bij 6.200 tpm          | 58 pk bij 6.500 tpm          | 58 pk bij 6.500 tpm          |
| Topsnelheid            | Onbekend                     | Onbekend                                                  | 193 km/uur                                                  | Onbekend                     | Onbekend                     | 193 km/uur                   | 193 km/uur                   |
| Primaire aandrijving   | Triplexketting               | Triplexketting                                            | Triplexketting                                              | Triplexketting               | Triplexketting               | Triplexketting               | Triplexketting               |
| Koppeling              | Meervoudige natte plaat      | Meervoudige natte plaat                                   | Meervoudige natte plaat                                     | Meervoudige natte plaat      | Meervoudige natte plaat      | Meervoudige natte plaat      | Meervoudige natte plaat      |
| Versnellingen          | 5                            | 5                                                         | 5                                                           | 5                            | 5                            | 5                            | 5                            |
| Secundaire aandrijving | Ketting                      | Ketting                                                   | Ketting                                                     | Ketting                      | Ketting                      | Ketting                      | Ketting                      |
| Startmethode           | kickstarter                  | Kickstarter en startmotor + kickstarter                   | Startmotor + kickstarter                                    | Startmotor + kickstarter     | Startmotor                   | Startmotor + kickstarter     | Startmotor + kickstarter     |
| Rijwielgedeelte        | Dubbel wiegframe             | Dubbel wiegframe                                          | Dubbel wiegframe                                            | Dubbel wiegframe             | Dubbel wiegframe             | Dubbel wiegframe             | Dubbel wiegframe             |
| Voorvork               | Telescoopvork                | Telescoopvork                                             | Telescoopvork                                               | Telescoopvork                | Telescoopvork                | Telescoopvork                | Telescoopvork                |
| Achtervork             | Swingarm                     | Swingarm                                                  | Swingarm                                                    | Swingarm                     | Swingarm                     | Swingarm                     | Swingarm                     |
| Voorrem                | Schijfrem                    | Schijfrem                                                 | 2 schijfremmen                                              | Schijfrem                    | Schijfrem                    | 2 schijfremmen               | 2 schijfremmen               |
| Achterrem              | Schijfrem                    | Schijfrem                                                 | Schijfrem                                                   | Schijfrem                    | Schijfrem                    | Schijfrem                    | Schijfrem                    |
| Tankinhoud             | 18,1 liter                   | 18,1 liter (VS: 13,6 liter)                               | 18,1 liter                                                  | 18,1 liter                   | 10,5 liter                   | 18,1 liter                   | Onbekend                     |
| Droog gewicht          | 183 kg                       | Onbekend                                                  | 191 kg                                                      | 180 kg                       | 189 kg                       | Onbekend                     | Onbekend                     |